# Гедройц, Ромуальд
Ромуальд Тадеуш Гедройц (7 февраля 1750, села Бобчин, Браславский повет — 15 октября 1824, Варшава) — военный деятель Великого княжества Литовского, генерал-майор (1792), генерал-лейтенант (1794), один из руководителей восстания Тадеуша Костюшко в Великом княжестве Литовском в 1794 году.

## Биография

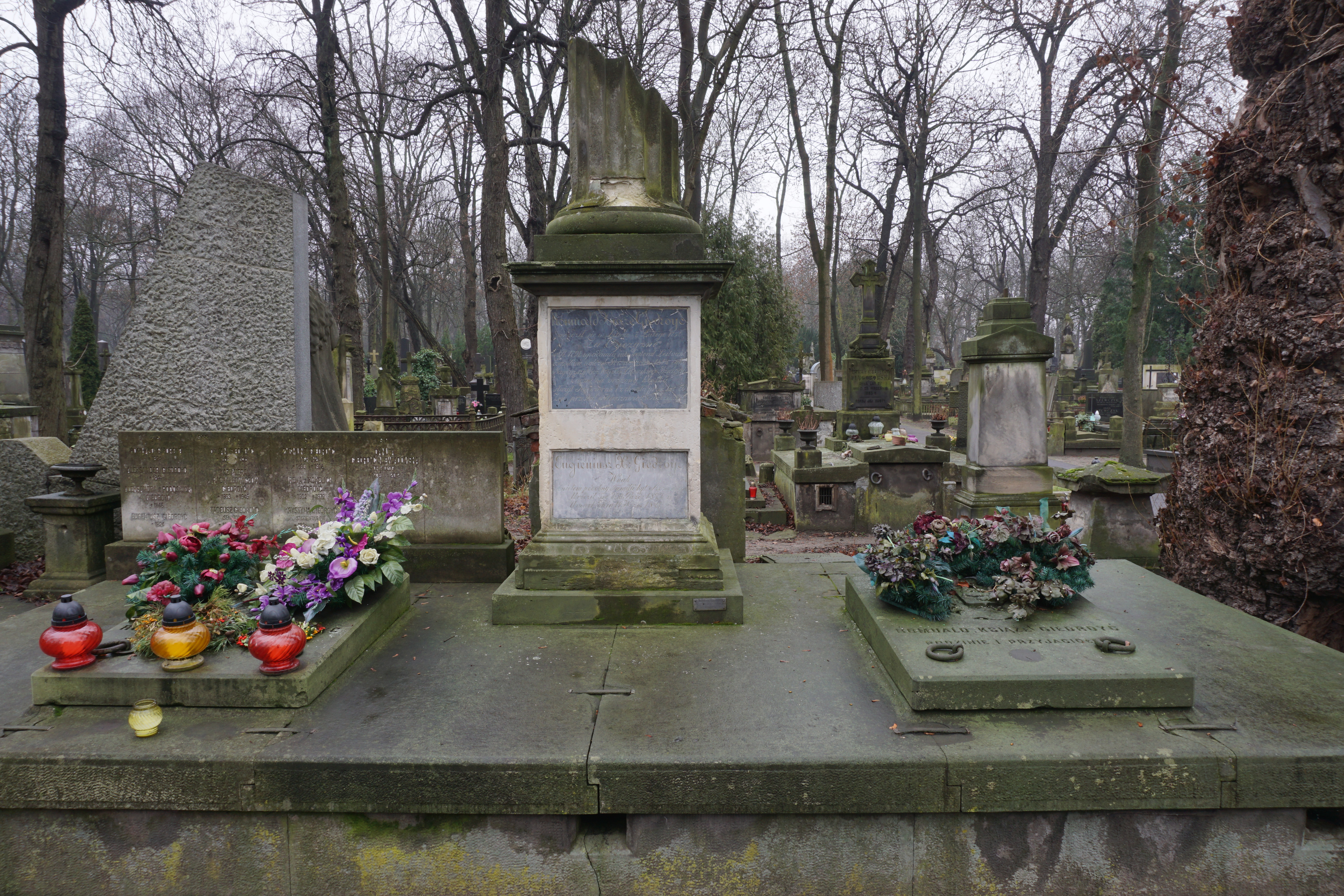
Могила Р. Гедройца

Представитель литовского княжеского рода Гедройц герба «Гипоцентавр». Сын князя Юзефа Гедройца и Ружы Келпши.
В 1765 году Ромуальд Гедройц поступил в Варшавскую рыцарскую школу (кадетский корпус). Кадетом был зачислен во 2-й пехотный полк Великого княжества Литовского. Поддержал Барскую конфедерацию (1768—1772), вначале служил под командованием Казимира Пулавского, затем гетмана великого литовского Михаила Казимира Огинского. Принимал участие в боях с русскими войсками под Гродно, Молчадью (1769), Бездежем (1771) и Столовичами (1772), получив ранение. К концу Барской конфедерации получил звание майора. В 1772—1778 годах не служил.
В 1778 году Ромуальд Гедройц стал вице-комендантом бригады литовских гусар. В 1784 году был избран послом на Гродненский сейм. В 1792 году участвовал в русско-польской войне, где получил чин генерал-майора.
В 1794 году Ромуальд Гедройц участвовал в подготовке восстания на территории Великого княжества Литовского. 24 апреля 1794 года был избран членом Наивысшей Литовской Рады, стал одним из ближайших сподвижников её руководителя Якуба Ясинского. Позднее участвовал в военных действиях повстанцев на территории Курляндии под руководством Томаша Вавжецкого, получил от Тадеуша Костюшко чин генерал-лейтенанта и наградной перстень «За оборону отчизны». После подавления восстания русской армией на территории Великого княжества Литовского Ромуальд Гедройц с 5-тысячным отрядом прибыл в Варшаву и принял участие в её обороне. Под Радошицами попал в русский плен. Через несколько месяцев получил освобождение и выехал в Париж, где вошёл в состав польской депутации.
В 1796 году Ромуальд Гедройц тайно прибыл в Жемайтию для организации нового восстания против России. После раскрытия русскими властями заговора вынужден был покинуть Литву и уехал в Саксонию. Вёл переписку с Тадеушем Костюшко, который тогда находился в США, призывая его вернуться в Париж.
В дальнейшем Ромуальд Гедройц вернулся из эмиграции на родину, но не участвовал в политической жизни. В 1812 года после вторжения французской армии в Россию Р. Гедройц поддержал Наполеона Бонапарта. Ему было поручено организовать дворянское ополчение в Литве. После провала московской кампании Наполеона Ромуальд Гедройц во главе полка литовских уланов прикрывал отступление французских войск. 12 февраля 1813 года в бою под Сераковом (Польша) вместе с сыном Юзефом был взят русскими в плен. Российское правительство отправило его в ссылку в Архангельск, где он находился два года. В 1815 году Ромуальд Гедройц был освобождён и вернулся в Варшаву, где поступил на службу в армию Царства Польского, стал членом военного комитета и получил чин дивизионного генерала.
После этого до конца своей жизни сохранял лояльность российскому императору Александру I Павловичу.
15 октября 1824 года 74-летний Ромуальд Гедройц скончался в Варшаве. Его похоронили в варшавском некрополе Старые Повонзки.

## Семья
Был женат на Каролине Анне Боржимовской (1766—1858). Дети:
- Юзеф Стефан Франтишек Ксаверий Гедройц (1787—1855), полковник французской армии (1808—1815), участник битвы при Ватерлоо. В 1835 году получил французское гражданство под именем Жозефа Этьена Франсуа Ксавье, принца Гедройц
- Кунегунда Франциска Ружа Гедройц (1793—1883), фрейлина французской императрицы Жозефины Богарне и российской императрицы Елизаветы Алексеевны, жена с 1825 года Ежи Бялопетровича (1785—1871)
- Луция Гедройц[пол.] (1798—1886), жена с 1820 года генерала Юзефа Раутенштрауха (1773—1842)
- Александр Константин Юлиан Гедройц (1805—1844), камергер российского императорского двора